# Бюро людяності
Бюро людяності (англ. The Humanity Bureau) — канадський фільм-антиутопія 2018 року режисера Роба Кінга. У головних ролях знялися Ніколас Кейдж, Сара Лінд, Г'ю Діллон.

## Сюжет
Недалеке майбутнє. Після низки руйнівних воєн і катаклізмів людство зіштовхнулося з нестачею найнеобхідніших ресурсів, таких як чиста вода, їжа і паливо. В таких умовах уряд США створив Бюро людяності. В його обов'язки входить примусова депортація «непродуктивних» громадян, які не можуть забезпечити себе без державної підтримки. Їх відправляють в колонію Новий Едем. Там переселенців чекають гідні умови для життя. Агент Ноа Крос вирушає з перевіркою до старого, що знімає номер в мотелі. Останній відмовляється їхати і нападає на гостя. Ноа вбиває діда, але запам'ятовує фразу покійного про те, що «Новий Едем» насправді є не тим, чим здається. Крос вирушає на наступну перевірку. Його ціллю є Рейчел Веллер і її син Лукас, що живуть самотньо на фермі посеред безплідних земель. Згідно з інструкцією, їх необхідно депортувати, однак Ноа проймається симпатією до них і відкладає процедуру виселення. Цим він привертає до себе увагу свого пильного колеги Адама. Крім того, Крос вирішує перевірити слова старого і незабаром відкриває жахливу правду: насправді, Новий Едем не колонія, а табір смерті.

## У ролях
| Актор               | Роль             |
| ------------------- | ---------------- |
| Ніколас Кейдж       | агент Ноа Кросс  |
| Сара Лінд           | Рейчел Веллер    |
| Г'ю Діллон          | Адам Вестінггаус |
| Джейкоб Дейвіс      | Лукас Веллер     |
| Віселос Реон Шеннон | агент Портер     |
| Мел Так             | Честер Гіллс     |
| Курт Макс Рунте     | Адольф Шредер    |
| Лорні Кардинал      | прикордонник     |
| Десті Клайн         | донька Шредера   |
| Ніколас Філіпович   | Spiky Hair       |
| Джетт Клайн         | юний Ноа         |
| Девід Лавгрін       | Ірвінг Равеч     |